# Under Feet Like Ours
Under Feet Like Ours es un álbum de estudio publicado independiente por las cantautoras canadienses Tegan and Sara. Fue lanzado originalmente bajo Sara and Tegan en cantidades limitadas en 1999, posteriormente fue reeditado bajo Tegan and Sara. Fue relanzado de nuevo en el 2001 con la pista adicional «Frozen» de This Business of Art.
En la carátula, Sara esta de rojo y Tegan de color púrpura.

## Lista de canciones
| N.º | Título               | Escritor(es) | Duración |  |
| 1.  | «Divided»            | Tegan Quin   | 3:04     |  |
| 2.  | «Our Trees»          | T. Quin      | 3:47     |  |
| 3.  | «Come On»            | Sara Quin    | 4:05     |  |
| 4.  | «Freedom»            | T. Quin      | 2:15     |  |
| 5.  | «Proud»              | S. Quin      | 2:48     |  |
| 6.  | «More for Me»        | T. Quin      | 3:44     |  |
| 7.  | «Hype»               | S. Quin      | 3:05     |  |
| 8.  | «Clever Meals»       | T. Quin      | 3:18     |  |
| 9.  | «This Is Everything» | T. Quin      | 3:09     |  |
| 10. | «Heavy»              | S. Quin      | 4:18     |  |
| 11. | «Welcome Home»       | T. Quin      | 2:34     |  |
| 12. | «Superstar»          | T. Quin      | 3:50     |  |
| 13. | «Bye!»               |              | 0:05     |  |

| 2001 re-release bonus track |          |              |          |  |
| N.º                         | Título   | Escritor(es) | Duración |  |
| 14.                         | «Frozen» | T. Quin      | 2:44     |  |